# 蒯鈞
蒯鈞（？—？），三國時代荊州襄陽人，荊州名門子弟，曾任魏國南陽太守，並為晉武帝司馬炎之姨丈。蒯鈞之妻乃是魏國名臣王肅之女，二人生有一女蒯氏。後來晉武帝為蒯氏作主，將其許配於東吳降將孫秀，故蒯鈞亦為孫秀之岳父。
根據《世說新語》，蒯鈞是漢末名士蒯良之子。